# أبسولفر
أبسولفر (بالإنجليزية: Absolver)‏، هي لعبة فيديو إلكترونية من نوع أكشن تقمص الأدوار، صدرت اللعبة في شهر أغسطس سنة 2017م، وتعمل على منصة بلاي ستيشن 4 ومايكروسوفت ويندوز.